# Delight Slight Light KISS
『Delight Slight Light KISS』（ディライト・スライト・ライト・キス）は、松任谷由実（ユーミン）の20枚目のオリジナルアルバム。1988年11月26日に東芝EMIからリリースされた（CD：CT32-5350、LP：RT28-5350、CT：ZT28-5350）。1988年11月30日から1989年4月5日にかけて、『Delight Slight Light KISS』コンサートツアーが行われた。1999年2月24日にLPのブックレットを復刻し、バーニー・グランドマンによるデジタルリマスタリングで音質を大幅に向上したリマスタリングCD（TOCT-10653）とLP（TOJT-10653）をリリース。

## 解説
- 1989年の第31回日本レコード大賞優秀アルバム賞を受賞。
- CDの初回盤およびLP、カセット初回盤は、ジャケットが3D仕様になっている。
- サウンド面では前作に引き続きシンクラヴィアを多用するなど、このアルバムでは打ち込み主体になってきている。
- 「純愛3部作」の2作目で、アルバムのテーマは「純愛」。またアルバムタイトルの意味は「舌を入れないキス」。
- オリコン集計では、発売1か月余りで本作品は100万枚の売上を達成した。これは当時の邦楽アルバム史上、最速ミリオン記録であり、ユーミン・ブームについて経済誌で特集が組まれるほどだった。最終的には150万枚以上を売り上げ、次作『LOVE WARS』がリリースされるまでの約1年間、オリコンアルバムチャート100位以内に滞在し続けた。
- 1989年度のアルバム売上年間1位作品。ユーミン初の年間チャート首位となった。本作以降、ユーミン・ブームはバブル期における社会現象となり、バブル崩壊までの3年にわたり年間チャートを制覇し続けることとなる。
- 2018年の自薦ベストアルバム『ユーミンからの、恋のうた。』では本作からの曲が一番多く選ばれている（「Nobody Else」「ふってあげる」「幸せはあなたへの復讐」「September Blue Moon」、いずれもベストアルバム初収録）。

## 収録曲

### CD
| 全作詞・作曲: 松任谷由実。 |                                                              |            |            |                       |      |
| #                          | タイトル                                                     | 作詞       | 作曲・編曲 | 編曲                  | 時間 |
| 1.                         | 「リフレインが叫んでる -Refrain-」                           | 松任谷由実 | 松任谷由実 | 松任谷正隆            | 4:24 |
| 2.                         | 「Nobody Else」                                              | 松任谷由実 | 松任谷由実 | 松任谷正隆            | 3:21 |
| 3.                         | 「ふってあげる -I Will Break Up For You-」                   | 松任谷由実 | 松任谷由実 | 松任谷正隆、Jerry Hey | 4:55 |
| 4.                         | 「誕生日おめでとう -Happy Birthday-」                        | 松任谷由実 | 松任谷由実 | 松任谷正隆            | 4:59 |
| 5.                         | 「Home Townへようこそ -Coming To Your Home Town-」           | 松任谷由実 | 松任谷由実 | 松任谷正隆、杉真理    | 3:52 |
| 6.                         | 「とこしえにGood Night（夜明けの色） -So Long, Good Night-」 | 松任谷由実 | 松任谷由実 | 松任谷正隆、杉真理    | 3:45 |
| 7.                         | 「恋はNo-return -The Love No-Return-」                       | 松任谷由実 | 松任谷由実 | 松任谷正隆、Jerry Hey | 3:33 |
| 8.                         | 「幸せはあなたへの復讐 -Happiness Is the Best Revenge-」     | 松任谷由実 | 松任谷由実 | 松任谷正隆            | 4:18 |
| 9.                         | 「吹雪の中を -Through the Snow Storm-」                      | 松任谷由実 | 松任谷由実 | 松任谷正隆            | 4:12 |
| 10.                        | 「September Blue Moon」                                      | 松任谷由実 | 松任谷由実 | 松任谷正隆、Jerry Hey | 4:20 |

### 楽曲解説
1. リフレインが叫んでる
葉山から秋谷海岸が舞台とされている。歌詞に登場する駐車場は長者ヶ崎駐車場と思われるが、立石駐車場との説もある。1988年三菱自動車「新型ミラージュ」CMソング。1989年TBS系ドラマ23『東京ホテル物語』主題歌。
2. Nobody Else
「雨」をモチーフにした作品。
3. ふってあげる
4. 誕生日おめでとう
離れていく大切な人の誕生日を祝う切ないバースデーソング。
5. Home Townへようこそ
彼と彼の故郷にやってきてデートするという内容。
6. とこしえにGood Night（夜明けの色）
神戸港の「メリケン波止場」の光景がモデルである。ケンカしたカップルが仲直りして、将来を想う曲。
7. 恋はNo-return
1988年フジテレビ系『オレたちひょうきん族』最終エンディングテーマ。
8. 幸せはあなたへの復讐
スペインの恋愛の諺「幸福に暮らすことが最高の復讐である」がモチーフとなっている。
9. 吹雪の中を
吹雪の中を車を走らせて彼の元に会いに行くという内容の曲。本アルバムでは唯一のウィンターソング。
10. September Blue Moon

## 参加ミュージシャン
- キーボード: 松任谷正隆
- ドラム : John Robinson（#2,#3,#6）、江口信夫（#5,#7）、シンクラヴィアD.A.S.（#1,#2,#4,#5,#7～#9,#10）
- ベース : Abraham Laboriel（#6）
- ギター : 松原正樹（#1,#2,#5～#7,#9,#10）、市川祥治（#1,#2,#5,#8）
- パーカッション : Alex Acuña（#3,#6,#10）、斉藤ノブ（#4）
- サキソフォン : Larry Williams（#3,#7,#10）、Jake H. Conception（#6,#8）
- トランペット : Jerry Hey（#3,#7,#10）、Gary Grant（#3,#7,#10）
- フリューゲル・ホルン : Jerry Hey（#3）、Gary Grant（#3）
- トロンボーン : Bill Reichenbach（#3,#7,#10）
- ストリングス : 加藤ストリングス（#3,#4）
- コーラス : 松任谷由実（#1,#3,#4）、木戸泰弘（#1,#2,#7,#10）、比山貴詠史（#1,#2,#7,#10）、広谷順子（#1,#2,#7,#10）、杉真理（#5,#6）、松尾清憲（#5,#6）、白鳥英美子（#10）、吉川忠英（#10）、Leona、Clara、Lilika（#8）